# Kasakhstan ved sommer-OL 2012
Kasakhstan deltog under Sommer-OL 2012 i London som blev arrangeret i perioden 27. juli til 12. august 2012.

## Medaljer
| 2012 London | Guld | Sølv | Bronze | Total |
| Kasakhstan  | 7    | 1    | 5      | 13    |

### Medaljevinderne
| Kasakhstan under sommer-OL 2012 i London | Kasakhstan under sommer-OL 2012 i London | Kasakhstan under sommer-OL 2012 i London | Kasakhstan under sommer-OL 2012 i London | Kasakhstan under sommer-OL 2012 i London |
| Medalje                                  | Navn                                     | Sport                                    | Event                                    | Dato                                     |
| ---------------------------------------- | ---------------------------------------- | ---------------------------------------- | ---------------------------------------- | ---------------------------------------- |
| Guld                                     | Alexander Vinokourov                     | Cykling                                  | Men's road race                          | 28. juli                                 |
| Guld                                     | Olga Rypakova                            | Atletik                                  | Women's triple jump                      | 5. august                                |
| Guld                                     | Serik Sapiyev                            | Boksning                                 | Men's welterweight                       | 12. august                               |
| Sølv                                     | Adilbek Niyazymbetov                     | Boksning                                 | Men's light heavyweight                  | 12. august                               |
| Bronze                                   | Daniyal Gadzhiyev                        | Brydning                                 | Men's Greco-Roman 84 kg                  | 6. august                                |
| Bronze                                   | Marina Volnova                           | Boksning                                 | Women's middleweight                     | 8. august                                |
| Bronze                                   | Guzel Manyurova                          | Brydning                                 | Women's freestyle 72 kg                  | 9. august                                |
| Bronze                                   | Ivan Dychko                              | Boksning                                 | Men's super heavyweight                  | 10. august                               |
| Bronze                                   | Akzhurek Tanatarov                       | Brydning                                 | Men's freestyle 66 kg                    | 12. august                               |
| Bronze                                   | Anna Nurmukhambetova                     | Vægtløftning                             | Women's 69 kg                            | 1. august                                |
| Bronze                                   | Daulet Shabanbay                         | Brydning                                 | Men's freestyle 120 kg                   | 11. august                               |